# 帕斯夸莱·维沃洛
帕斯夸莱·维沃洛（義大利語：Pasquale Vivolo，1928年1月6日—2002年11月18日），意大利男子足球运动员，司职前锋。他曾入选1952年夏季奥林匹克运动会意大利男子足球队名单，但并未上场参赛。